# Grande regione

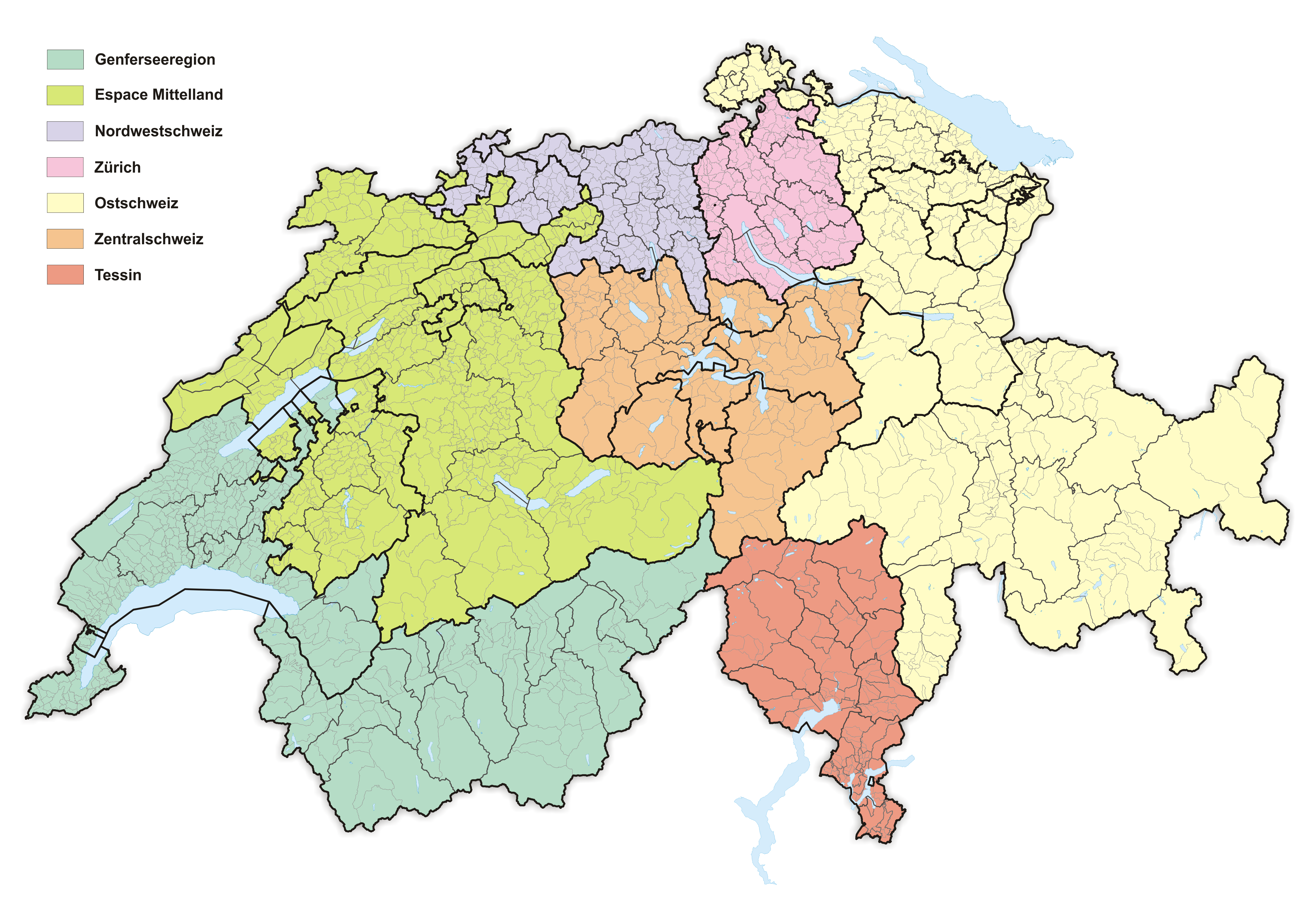
Mappa

La grande regione (in tedesco Grossregion; in francese grande région) è in Svizzera un raggruppamento statistico che comprende uno o più cantoni.
Le grandi regioni sono state definite dall'Ufficio federale di statistica nel 1999 e corrispondono al livello statistico NUTS 2 dell'Unione europea.
| Numero | Grande regione          | Cantoni                                                                                   | Abitanti (1999) | Superficie in km2 (1999) |
| ------ | ----------------------- | ----------------------------------------------------------------------------------------- | --------------- | ------------------------ |
| 1      | Regione del Lemano      | Vaud, Vallese, Ginevra                                                                    | 1 282 000       | 8 718                    |
| 2      | Espace Mittelland       | Berna, Friburgo, Soletta, Neuchâtel, Giura                                                | 1 653 000       | 10 062                   |
| 3      | Svizzera del nord-ovest | Basilea Città, Basilea Campagna, Argovia                                                  | 980 000         | 1 959                    |
| 4      | Zurigo                  | Zurigo                                                                                    | 1 194 000       | 1 729                    |
| 5      | Svizzera orientale      | Glarona, Sciaffusa, Appenzello Esterno, Appenzello Interno, San Gallo, Grigioni, Turgovia | 1 037 000       | 11 521                   |
| 6      | Svizzera centrale       | Lucerna, Uri, Svitto, Obvaldo, Nidvaldo, Zugo                                             | 659 000         | 4 485                    |
| 7      | Ticino                  | Ticino                                                                                    | 301 000         | 2 812                    |